# Dansk metal
Dansk metalarbejderforbund (i vardagstal Dansk metal) är ett fackförbund i Danmark. Förbundet grundades som Dansk Smede- og Maskinarbejderforbund 1888 och har haft sitt nuvarande namn sedan 1972. Fackförbundet organiserar omkring 105 000 medlemmar, vilka arbetar med mekanik, teknik, elektronik och informationsteknologi. Huvuddelen arbetar i privat sektor, men omkring 6 000 arbetar i offentlig sektor. Dansk metal var medlem av LO och blev då organisationen gick upp i Fagbevægelsens Hovedorganisation (FH) medlem av dem. Förbundet är även medlem i CO-industri.
Förbundets når överenskommelser om minimilön som sedan kompletteras med lokala förhandlingar. Det skiljer sig mot t.ex. transportarbetare i Danmark, som i stället förhandlar om normallön. Dansk metal driver centret Metalskolen Jørlunde där deras representanter genomgår fortbildning. Förbundet äger även en mindre del av  Sampension.
Förbundet sponsrade under 1990-talet Danmarks damlandslag i handboll, som då gick under namnet Danmarks jernhårde ladies. Under 2000-talet har förbundet deltagit i flera diskussioner om samgåenden. Dansk metal och Dansk el-forbund hade 2001 planer på att gå samman, som dock inte genomfördes. medan det Fødevareforbundet NNF:s medlemmar motsatte sig ett samgående 2016 Dansk Pilotforening anslöt sig till förbundet 2021.

## Ordföranden
1. Valdemar Olsen (1888 - 1890)
2. Ferdinand Hurop (1890 - 1892)
3. H. P. Hansen (1892 - 1898)
4. Jacob Anton Hansen (1899 - 1926)[19]
5. Johannes Kjærbøl (1926 - 1935)
6. Peter Anders Andersen (1935 - 1944)
7. Hans Rasmussen, Den stærke Smed, (1944 - 1972)[20]
8. Paulus Andersen (1972 - 1978)
9. Georg Poulsen (1978 - 1991)[21]
10. Max Bæhring (1991 - 2003)[22]
11. Thorkild E. Jensen (2003 - 2012)[23]
12. Claus Jensen (2012 - )[24]